# 瓊·班奈特

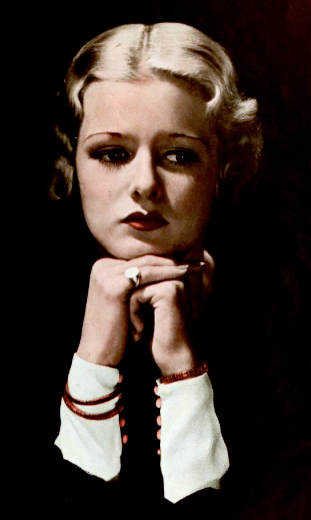
1932年《photoplay》雜誌的照片

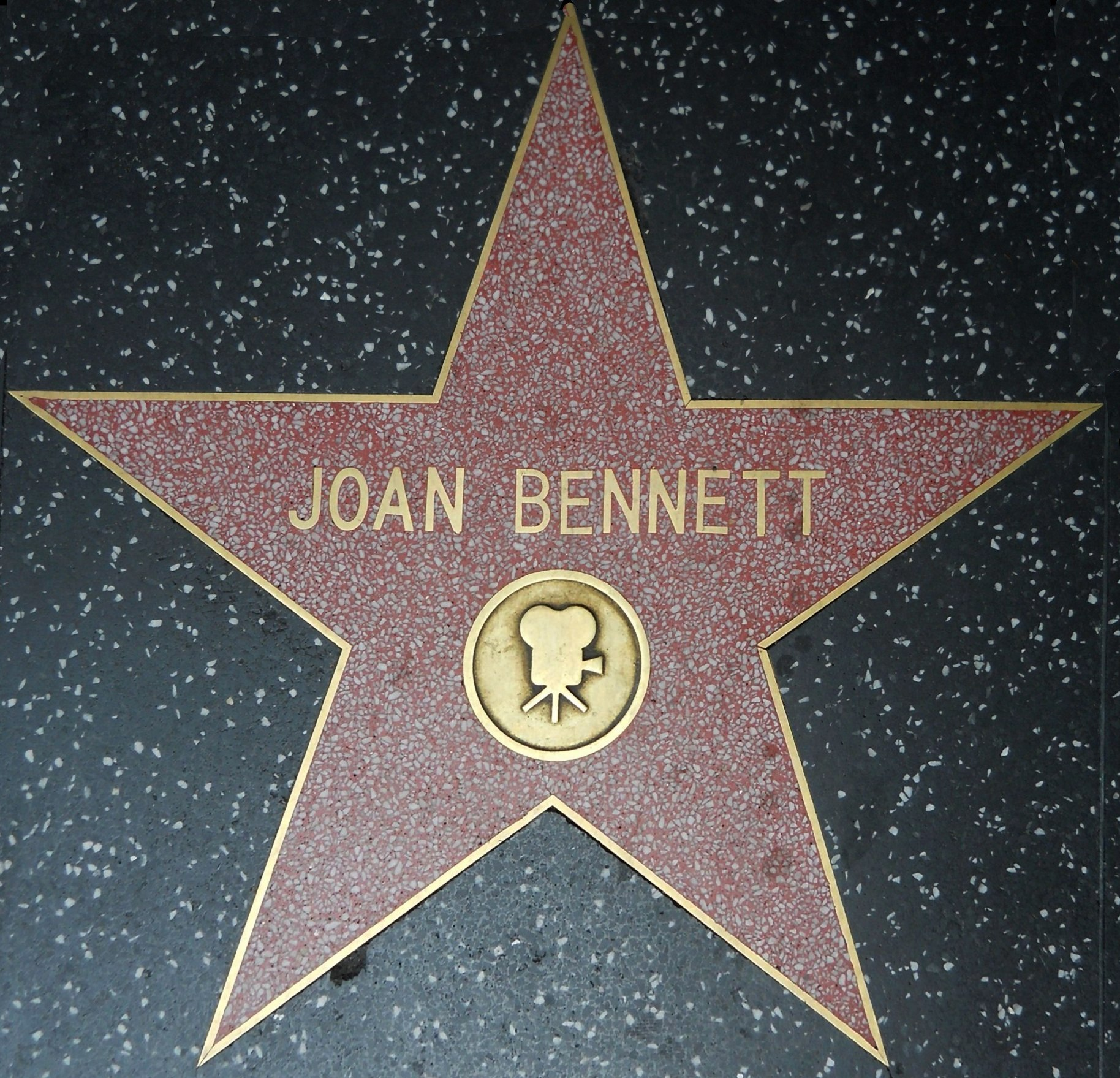
好萊塢星光大道屬於瓊·班奈特的星星

瓊·傑拉爾丁·班奈特（英語：Joan Geraldine Bennett，1910年2月27日—1990年12月7日），美國舞臺、電影和電視女演員，是演藝世家的三個表演姐妹之一。班奈特在舞臺上開始了她的職業生涯，出演了70多部電影，從無聲電影時代開始，一直到有聲時代。她最為人所認識的是她在導演弗里茨·朗的電影中扮演的黑色蛇蝎美人角色——包括《追捕》（1941年）、《窗邊的女人》（1944年）和《猩紅街》（1945年）——以及她在1960年代哥特式肥皂劇《黑影》中飾演女族長伊莉莎白·柯林斯·斯托達德為此，並藉此於1968年獲得艾美獎提名。在達利歐·阿基多的邪典恐怖電影《陰風陣陣》（1977年）中飾演布蘭克夫人是她最後一次電影演出。她以此獲得了土星獎提名。

## 伸延閱讀
- Bennett, Joan. . New York: Alfred A. Knopf. 1943.
- Bennett, Joan; Lois Kibbee. . New York: Holt, Rinehart and Winston. 1970. ISBN 978-0030818400.
- Hamrick, Craig; R. J. Jamison.  Revised. iUniverse. 2012: 41–53. ISBN 978-1-4759-1034-6.
- Kellow, Brian. . Lexington, KY: University Press of Kentucky. November 26, 2004. ISBN 978-0813123295.
- . Vanity Fair (). Zooey Deschanel as Joan Bennett, Jon Hamm as Walter Wanger, and Griffin Dunne as Jennings Lang. Condé Nast and Cadence13.   [2 April 2022]. （原始内容存档于2024-04-23）. 已忽略未知参数|host2= (帮助); 已忽略未知参数|host1= (帮助)

## 外部連結
- 瓊·班奈特在互联网电影资料库（IMDb）上的資料（英文）
- 在Find a Grave上的瓊·班奈特
- 在AllMovie上瓊·班奈特的頁面（英文）
- TCM电影资料库上瓊·班奈特的资料（英文）
- Photos of Joan Bennett in 'Trade Winds' 1938 （页面存档备份，存于） by Ned Scott
- Joan Bennett Photo Gallery （页面存档备份，存于）
- A collection of old time radio recordings featuring Joan Bennett